# 2014 S/S
2014 S/S è il primo album in studio del gruppo sudcoreano Winner, pubblicato nel 2014.

## Tracce
1. Empty (공허해?) – 3:40
2. Color Ring (컬러링?) – 3:55
3. Don't Flirt (끼부리지마?) – 3:25
4. I'm Him (걔 세?) – 2:52
5. Love is a Lie (척?) – 3:23
6. Confession (고백하는거야?) – 4:07
7. But (사랑하지마?) – 3:53
8. Different – 3:57
9. Tonight (이 밤?) – 3:22
10. Smile Again – 3:20

## Classifiche
| Classifica (2014) | Posizione massima |
| ----------------- | ----------------- |
| Corea del Sud     | 1                 |